# Love Among the Ruins
Love Among the Ruins è il settimo album discografico in studio del gruppo musicale statunitense 10,000 Maniacs, pubblicato nel 1997. Si tratta della prima produzione con la nuova vocalist Mary Ramsey dopo l'addio di Natalie Merchant.

## Tracce
Tutte le tracce sono dei 10,000 Maniacs, tranne dove indicato.
1. Rainy Day – 4:46
2. Love Among the Ruins – 4:01 (10,000 Maniacs, Jules Shear)
3. Even with My Eyes Closed – 3:56
4. Girl on a Train – 4:11
5. Green Children – 4:14
6. A Room for Everything – 3:56
7. More Than This – 4:06 (Bryan Ferry)
8. Big Star – 3:07
9. You Won't Find Me There – 4:09 (10,000 Maniacs, Jules Shear)
10. All That Never Happens – 4:59
11. Shining Light – 4:06 (10,000 Maniacs, Jules Shear)
12. Across the Fields – 3:53